# Roberto Ierusalimschy
Roberto Ierusalimschy (ur. 21 maja 1960 w Rio de Janeiro) – brazylijski informatyk, jeden z twórców języka programowania Lua.
Ukończył studia na Uniwersytecie Papieskim w Rio de Janeiro, gdzie obecnie jest starszym wykładowcą i prowadzi zajęcia z informatyki. Stopień doktora habilitowanego uzyskał na Uniwersytecie Waterloo w 1992 roku, z kolei w 2012 roku był profesorem wizytującym na Uniwersytecie Stanforda.
Ierusalimschy to główny twórca języka programowania Lua i poświęconych jemu prac: Programming in Lua, Programming in Lua, Second Edition, Programming in Lua, Third Edition oraz Programming in Lua, Fourth Edition.